# Michel Berreur
Pour les articles homonymes, voir Berreur.
Michel Berreur, né le 4 janvier 1941 à Paris, est un acteur et cascadeur français, adepte des arts martiaux.
Au cours de sa carrière, il travaille fréquemment avec certains acteurs et cascadeurs, parmi lesquels Claude Carliez, Daniel Breton ou encore Rémy Julienne.

## Biographie
Michel Berreur a travaillé dans des films qui sont devenus des classiques du cinéma français, comme Peur sur la ville, Le Professionnel, Les Aventures de Rabbi Jacob, ou étranger, comme Moonraker et French Connection,. Il a été la doublure de stars comme Jean-Paul Belmondo, Alain Delon, Louis de Funès, et Roger Moore,. C'est notamment lui qui a piloté le hors-bord dans une scène du Guignolo réalisée dans Venise, où le hors-bord coupe en deux une gondole puis traverse un quai sur une quarantaine de mètres et finit sa course dans la réception d'un hôtel. Cette cascade reste dans ses souvenirs comme l'une des plus ardues.
Michel Berreur est ceinture noire dans de nombreux arts martiaux. Venu au cinéma un peu par hasard, il se considère comme un technicien et non comme un casse-cou. Il déclare : « Le bon cascadeur c'est celui qui prend le moins de risques pour un même résultat. Un bon cascadeur doit être conscient du danger, il doit avoir peur. Mais la peur ne doit pas enlever les moyens. Les arts martiaux m'ont beaucoup aidé à garder le contrôle de mes émotions. »

## Filmographie

### Cinéma
- 1964 : Coplan prend des risques de Maurice Labro - doublure de Dominique Paturel dans les scènes d'action
- 1965 : Le Jour d'après de Robert Parrish
- 1966 : La Grande Vadrouille de Gérard Oury
- 1967 : Casse-tête chinois pour le judoka de Maurice Labro
- 1967 : Le Fou du labo 4 de Jacques Besnard : un acteur du western
- 1967 : Les Grandes Vacances de Jean Girault
- 1968 : Ho ! de Robert Enrico
- 1968 : Le Cerveau de Gérard Oury
- 1968 : Sous le signe de Monte-Cristo d'André Hunebelle
- 1969 : Aux frais de la princesse de Roland Quignon
- 1969 : Mon Oncle Benjamin d’Édouard Molinaro : un laquais
- 1969 : Clérambard d'Yves Robert
- 1969 : L'étoile du sud (The Southern Star) de Sidney Hayers - doublure d'Ursula Andress dans une scène de plongeon
- 1970 : Commencez la révolution sans nous (Start the Revolution Without Me) de Bud Yorkin
- 1970 : L'Homme orchestre de Serge Korber - conseiller technique du judo cascades
- 1970 : Le Mur de l'Atlantique de Marcel Camus
- 1971 : Les Mariés de l'an II de Jean-Paul Rappeneau
- 1971 : La Folie des Grandeurs de Gérard Oury
- 1971 : French Connection de William Friedkin
- 1973 : Mais où est donc passée la septième compagnie ? de Robert Lamoureux
- 1973 : Les Aventures de Rabbi Jacob de Gérard Oury
- 1973 : L'Histoire très bonne et très joyeuse de Colinot trousse-chemise de Nina Companeez
- 1974 : L'important c'est d'aimer de Andrzej Żuławski : le second homme dans la brasserie
- 1974 : Le Mâle du siècle de Claude Berri
- 1974 : Peur sur la ville de Henri Verneuil : un braqueur
- 1975 : L'Alpagueur de Philippe Labro : un homme de main
- 1975 : On a retrouvé la septième compagnie de Robert Lamoureux
- 1975 : Le Sauvage de Jean-Paul Rappeneau
- 1976 : Calmos de Betrand Blier
- 1976 : Blondy de Sergio Gobbi
- 1977 : L'Animal de Claude Zidi
- 1977 : Vous n'aurez pas l'Alsace et la Lorraine de Coluche
- 1977 : La Septième Compagnie au clair de lune de Robert Lamoureux
- 1978 : La Carapate de Gérard Oury
- 1978 : La Zizanie de Claude Zidi
- 1979 : Moonraker de Lewis Gilbert : un homme de main de Drax
- 1979 : Coup de tête de Jean-Jacques Annaud
- 1979 : Le Guignolo de Georges Lautner : Hussein
- 1979 : De l'enfer à la victoire de Umberto Lenzii
- 1980 : Trois Hommes à abattre de Jacques Deray
- 1980 : La Tour Eiffel en otage de Claudio Guzmán (en)
- 1980 : Inspecteur la Bavure de Claude Zidi : un complice de Morzini
- 1980 : La Boum de Claude Pinoteau : un assistant
- 1981 : Condorman de Charles Jarrott
- 1981 : Pour la peau d'un flic d'Alain Delon : Pérez
- 1981 : Les Misérables de Robert Hossein - Uniquement dans les cascades
- 1981 : Le Professionnel de Georges Lautner : un clochard
- 1982 : Le Battant d'Alain Delon : Christian
- 1982 : La Boum 2 de Claude Pinoteau : un policier
- 1982 : L'As des as de Gérard Oury
- 1982 : Enigma de Jeannot Szwarc
- 1983 : Surexposé de James Toback
- 1983 : Flic de choc de Jean-Pierre Desagnat : le tueur
- 1983 : Le Marginal de Jacques Deray : Tourian
- 1983 : Les Morfalous d'Henri Verneuil : un légionnaire
- 1984 : L'Arbalète de Sergio Gobbi
- 1984 : La Femme publique d'Andrzej Żuławski
- 1984 : La Septième Cible de Claude Pinoteau : un agresseur
- 1984 : Joyeuses Pâques de Georges Lautner
- 1984 : La Vengeance du serpent à plumes de Gérard Oury
- 1985 : Brigades des mœurs de Max Pécas
- 1985 : Dangereusement vôtre (A View to a Kill) de John Glen
- 1985 : Target d'Arthur Penn
- 1986 : Paulette, la pauvre petite milliardaire de Claude Confortès
- 1986 : Under the Cherry moon de Prince
- 1986 : Si t'as besoin de rien... fais-moi signe de Philippe Clair
- 1986 : L'état de grâce de Jacques Rouffio
- 1986 : Association de malfaiteurs de Claude Zidi
- 1986 : Le Caviar Rouge de Robert Hossein
- 1987 : Dutch Treat de Boaz Davidson
- 1988 : Itinéraire d'un enfant gâté de Claude Lelouch
- 1989 : La révolution française de Robert Enrico et Richard T. Heffron
- 1990 : Dames Galantes de Jean-Charles Tacchella
- 1990 : L'affaire Wallraff de Bobby Roth
- 1992 : Le retour des Charlots de Jean Sarrus - coordinateur cascades
- 1993 : Entre chien et loup de Andrew Piddington - coordinateur cascades

### Télévision
- 1969 : Les Eaux mêlées (téléfilm) de Jean Kerchbron
- 1971 : Quentin Durward (série télé) de Gilles Grangier
- 1971 : Le voyageur des siècles de Jean Dréville
- 1971 : La Dame de Monsoreau (mini-série) de Yannick Andréi
- 1971 - 1974 : Schulmeister, Espion de l'Empereur de Jean-Pierre Decourt
- 1973 : Karatekas and co d'Edmond Tyborowski, série télévisée en six épisodes, avec Jean Marais
- 1973 : Joseph Balsamo (mini-série télé) avec Jean Marais
- 1973 : L'hiver d'un gentilhomme de Yannick Andréi
- 1974 : Aux frontières du possible  : épisode : Le dernier rempart de Claude Boissol
- 1974 : À trois temps de Jean Kerchbron
- 1975 : La mort d'un touriste (mini-série télé) d'Abder Isker
- 1975 : Le pain perdu de Pierre Cardinal
- 1976 : Les Beaux Messieurs des Bois-Doré (mini-série TV) de Bernard Borderie
- 1977 : Rendez-vous en noir de Claude Grinberg
- 1977 : Le loup blanc (téléfilm) de Jean-Pierre Decourt
- 1977 : Recherche dans l'intérêt des familles de Philippe Arnal
- 1977 - 1980 : Commissaire Moulin (Série télé)
- 1978 : Madame de Sévigné : Idylle familiale avec Bussy-Rabutin de Gérard Pignol et Jacques Vigoureux : le chevalier d'Albret
- 1979 : Les Enquêtes du commissaire Maigret, épisode : Le Fou de Bergerac d'Yves Allégret
- 1979 : Un juge, un flic de Denys de La Patellière, seconde saison (1979), épisode : Un alibi en béton
- 1979 : Histoires de voyous : Des immortelles pour Mademoiselle (téléfilm) de Paul Siegrist
- 1979 : La lumières des justes (mini-série TV) de Jean Chatenet et Jean Cosmos
- 1980 : Patricia (La Vie des autres) d'Emmanuel Fonlladosa
- 1980 : Le Vol d'Icare de Daniel Ceccaldi
- 1980 : Fantômas (mini-série TV) de Claude Chabrol et Juan Luis Buñuel
- 1980 : Légitime défense de Claude Grinberg
- 1980 : Petit déjeuner compris (mini-série TV) de Michel Berny
- 1981 : Blanc, Bleu, Rouge (mini-série TV) de Yannick Andréi
- 1982 : L'Épingle noire de Dominique Saint-Alban
- 1982 : Médecins de nuit d'Emmanuel Fonlladosa, épisode : La Dernière Nuit (série télévisée)
- 1982 : Le Voyageur imprudent de Pierre Tchernia
- 1983 : Les Enquêtes du commissaire Maigret d'Alain Levent (série télévisée), épisode : La Colère de Maigret
- 1983 : La chambre des dames (mini-séries télé) de Yannick Andréi
- 1983 : Monsieur Abel (téléfilm) de Jacques Doillon
- 1984 : Aveugle, que veux-tu ? de Juan Luis Buñuel
- 1984 : Le Voyage de Michel Andrieu
- 1984 : Le mystérieux docteur Cornélius (mini-série télé) de Maurice Frydland
- 1984 : The Sun Also Rises (Le Soleil se lève aussi) de James Goldstone
- 1984 : Billet doux (mini-série TV) de Michel Berny
- 1984 : Quidam (téléfilm) de Gérard Marx
- 1986 : Grand hôtel (série télé) de Jean Kerchbron
- 1987 : Le Gerfault (mini-série TV) de Marion Sarraut
- 1989 : Panique aux Caraïbes, série télé de Jean-Claude Charnay et Serge Korber
- 1989 : Les Grandes Familles, d’Édouard Molinaro
- 1990 : Marie Pervenche de Claude Boissol épisode : L'amnésique est bon enfant - coordinateur cascades
- 1990 : Le mari de l'ambassadeur de François Velle - coordinateur cascades
- 2000 : Les enfants du printemps de Marco Pico - coordinateur cascades
- 2012 : Main courante (série TV) épisode : Dérapages

## Théâtre
- 1970 : Oh ! America ! d'Antoine Bourseiller, mise en scène de l'auteur, Théâtre du Gymnase